# Guecellone VIII da Camino
Guecellone VIII da Camino (dopo il 1285 – 1332) è stato un nobile e militare italiano.

## Biografia
Figlio di Biaquino VI e della nobildonna genovese Auriola Grimaldi, che egli prese in sposa in giovane età, nel 1315 risulta essere cavaliere a servizio del Comune di Treviso, mentre a partire dal 2 novembre 1318 prestò servizio alla Repubblica di Venezia tramite decreto del Senato Veneto che gli attribuiva una paga annuale di mille ducati.
Divenne così signore di Oderzo, mentre i castelli delle circostanze (Motta, Camino, Cessalto e Portobuffolé) furono affidati al cugino Biaquino VII e alla madre di quest'ultimo, Samaritana Malatesta: Guecellone provò ad impossessarsi dei suddetti castelli nel 1326, e questo fu causa di una controversia giudiziaria durata una decina d'anni.
Alla fine a spuntarla fu la nobildonna riminese, grazie al decisivo appoggio della Repubblica, quando ormai Guecellone era morto. Venezia, nel 1339, annesse l'intero territorio ai propri domini di Terraferma.
In guerra fu sempre avversario degli Scaligeri, i quali all'epoca si stavano espandendo nella Marca Trevigiana, e per questo fu catturato e imprigionato a Verona.
Morì nel gennaio o febbraio del 1332.

## Discendenza
Dal matrimonio con Beatrice da Prata ebbe quattro figli:
- Beatrice, che sposò Ensedisio V di Collalto;
- Gherardo V;
- Rizzardo VII;
- Biaquino VIII, morto probabilmente in giovane età.